# Abraham González Casanova
Abraham González Casanova (Barcelona, 16 de julho de 1985) é um futebolista espanhol que joga como meia. Ele atualmente, joga pelo RCD Espanyol.